# Kieler Sportvereinigung Holstein von 1900 2010-2011
Questa voce raccoglie le informazioni riguardanti il Kieler Sportvereinigung Holstein von 1900 nelle competizioni ufficiali della stagione 2010-2011.

## Stagione
Nella stagione 2010-2011 l'Holstein Kiel, allenato da Thorsten Gutzeit, concluse il campionato di Regionalliga nord al 6º posto.

## Rosa
| N. |                           | Ruolo | Calciatore                |
| -- | ------------------------- | ----- | ------------------------- |
| 1  | Germania (bandiera)       | P     | Simon Henzler             |
| 2  | Germania (bandiera)       | D     | Kevin Schulz              |
| 3  | Germania (bandiera)       | D     | Marco Steil               |
| 5  | Germania (bandiera)       | C     | Karsten Fischer           |
| 5  | Germania (bandiera)       | C     | Heiko Petersen            |
| 6  | Tunisia (bandiera)        | C     | Sofien Chahed             |
| 7  | Germania (bandiera)       | D     | Fynn Gutzeit              |
| 8  | Germania (bandiera)       | D     | Christian Jürgensen       |
| 9  | Germania (bandiera)       | A     | Jakob Sachs               |
| 10 | Germania (bandiera)       | A     | Tim Wulff                 |
| 11 | Germania (bandiera)       | C     | Patrick Nagel             |
| 13 | Germania (bandiera)       | C     | Florian Meyer             |
| 14 | Rep. del Congo (bandiera) | A     | Miche-Joel Makomé-Mabouba |
| 15 | Germania (bandiera)       | C     | Paul Camps                |
| 16 | Germania (bandiera)       | D     | Yannik Jakubowski         |
| 17 | Rep. del Congo (bandiera) | A     | Francky Sembolo           |
| 18 | Ghana (bandiera)          | D     | Kusi Kwame                |

| N. |                     | Ruolo | Calciatore             |
| -- | ------------------- | ----- | ---------------------- |
| 19 | Germania (bandiera) | C     | Florian Ziehmer        |
| 20 | Germania (bandiera) | A     | Marc Heider            |
| 21 | Germania (bandiera) | C     | Lukas Henke            |
| 22 | Germania (bandiera) | A     | Fiete Sykora           |
| 23 | Germania (bandiera) | C     | Steve Müller           |
| 24 | Germania (bandiera) | C     | Raphael Gertz          |
| 26 | Germania (bandiera) | C     | Stefan Hansen          |
| 27 | Germania (bandiera) | C     | Benjamin Schüßler      |
| 28 | Germania (bandiera) | P     | Michael Frech          |
| 30 | Germania (bandiera) | D     | Dan-Patrick Poggenberg |
| 31 | Germania (bandiera) | C     | Ferhat Yazgan          |
| 32 | Polonia (bandiera)  | A     | Jarosław Lindner       |
| 33 | Germania (bandiera) | D     | Torben Rehfeldt        |
| 34 | Germania (bandiera) | D     | Thorsten Rohwer        |
|    | Germania (bandiera) | C     | Steffen Bruhn          |
|    | Germania (bandiera) | C     | Kjell Gonda            |

## Organigramma societario
Area tecnica
- Allenatore: Thorsten Gutzeit
- Allenatore in seconda: Jan Sandmann
- Preparatore dei portieri: Carsten Wehlmann
- Preparatori atletici:
- Analisi video:

## Calciomercato

### Sessione estiva
| Acquisti | Acquisti                  | Acquisti               | Acquisti |
| R.       | Nome                      | da                     | Modalità |
| -------- | ------------------------- | ---------------------- | -------- |
| C        | Sofien Chahed             | Hannover 96            |          |
| C        | Karsten Fischer           | Wuppertal              |          |
| C        | Stefan Hansen             | Holstein Kiel II       |          |
| C        | Lukas Henke               | Holstein Kiel II       |          |
| D        | Yannik Jakubowski         | Neumünster             |          |
| D        | Kusi Kwame                | Uhlenhorster SC Paloma |          |
| A        | Jarosław Lindner          | Hannover 96            |          |
| A        | Miche-Joel Makomé-Mabouba | Holstein Kiel U19      |          |
| C        | Steve Müller              | Wuppertal              |          |
| A        | Jakob Sachs               | Lubecca                |          |
| D        | Marco Steil               | Vaduz                  |          |

| Cessioni | Cessioni              | Cessioni          | Cessioni |
| R.       | Nome                  | a                 | Modalità |
| -------- | --------------------- | ----------------- | -------- |
| D        | Christopher Lamprecht | Kickers Offenbach |          |
| C        | Hauke Brückner        | St. Pauli II      |          |
| C        | Timo Bruns            | FC Sylt           |          |
| A        | Massimo Cannizzaro    | Coblenza          |          |
| A        | Dimitrijus Guščinas   | FC Sylt           |          |
| C        | Michael Holt          | Wuppertal         |          |
| D        | Matthias Hummel       | FC Sylt           |          |
| C        | Tim Jerat             | Unterhaching      |          |
| D        | Robert Müller         | Hansa Rostock     |          |
| C        | Alexander Nouri       | Oldenburg         |          |
| D        | Peter Schyrba         | Hansa Rostock     |          |
| C        | Tim Siedschlag        | Lubecca           |          |
| C        | Marco Stier           | Hallescher        |          |
| C        | Stephan Vujčić        | Rabotnički        |          |

## Risultati

### Regionalliga

#### Girone di andata
| Arbitro: | Wenzel |

|             |           |                        |
| Bertram 47’ | Marcatori | 18’ Sembolo 89’ Sykora |

| Arbitro: | Ittrich |

|                                         |           |                      |
| Sykora 14’ Schulz 48’ Heider 84’ (rig.) | Marcatori | 57’ Bärje 68’ Wegner |

| Arbitro: | Helwig |

|                               |           |                                  |
| Ghasemi-Nobakht 4’ Ailton 12’ | Marcatori | 33’ Heider 38’ Ziehmer 79’ Sachs |

| Arbitro: | Rohde |

|            |           |                     |
| Heider 34’ | Marcatori | 74’ Müller 88’ Rost |

| Arbitro: | Wiatrek |

|                |           |           |
| Fomitschow 83’ | Marcatori | 88’ Steil |

| Arbitro: | Frömel |

|           |           |                                     |
| Sykora 4’ | Marcatori | 31’ Schulze 60’ Zimmermann 90’ Rupf |

| Arbitro: | Hussein |

|                         |           |                              |
| Stephan 26’ Morales 88’ | Marcatori | 44’ Schulz 63’ (rig.) Sykora |

| Arbitro: | Robke |

|  |           |               |
|  | Marcatori | 78’ Jovanović |

| Arbitro: | Giese |

|                      |           |             |
| Baum 80’ Brendel 83’ | Marcatori | 11’ Ziehmer |

| Arbitro: | Heitmann |

|           |           |           |
| Sykora 7’ | Marcatori | 58’ David |

| Arbitro: | Trautmann |

|  |           |                       |
|  | Marcatori | 67’ Sykora 90’ Heider |

| Arbitro: | Zwayer |

|                                                       |           |              |
| Sykora 2’, 33’ Fischer 31’, 41’ Heider 78’ Schulz 84’ | Marcatori | 86’ Brüntjen |

| Berlino 7 novembre 2010, ore 14:00 CET 13ª giornata | Türkiyemspor Berlino | 0 – 0 referto | Holstein Kiel | Friedrich-Ludwig-Jahn-Sportpark (158 spett.)\| Arbitro: \| Seidel \| |
| Arbitro:                                            | Seidel               |               |               |                                                                      |

| Arbitro: | Unger |

|                                                   |           |  |
| Heider 49’, 57’ Schulz 51’ Lindner 75’ Sykora 90’ | Marcatori |  |

| Arbitro: | Börner |

|          |           |           |
| Beil 90’ | Marcatori | 13’ Sachs |

| Arbitro: | Steinhaus-Webb |

|                            |           |  |
| Marheineke 45’ Richter 84’ | Marcatori |  |

| Arbitro: | Helwig |

|  |           |           |
|  | Marcatori | 83’ Köhne |

#### Girone di ritorno
| Kiel 16 marzo 2011, ore 19:00 CET 18ª giornata | Holstein Kiel | 0 – 0 referto | Amburgo II | Holstein-Stadion (1 912 spett.)\| Arbitro: \| Dittrich \| |
| Arbitro:                                       | Dittrich      |               |            |                                                           |

| Wilhelmshaven 9 marzo 2011, ore 19:00 CET 19ª giornata | Wilhelmshaven | 0 – 0 referto | Holstein Kiel | Jadestadion (718 spett.)\| Arbitro: \| Gorniak \| |
| Arbitro:                                               | Gorniak       |               |               |                                                   |

| Arbitro: | Wenzel |

|           |           |          |
| Sachs 48’ | Marcatori | 2’ Kadah |

| Arbitro: | Schmickartz |

|           |           |                                           |
| Frahn 16’ | Marcatori | 21’, 39’, 72’ Heider 23’ Meyer 62’ Müller |

| Arbitro: | Grudzinski |

|             |           |            |
| Fischer 36’ | Marcatori | 34’ Polter |

| Arbitro: | Marx |

|                  |           |  |
| Petrick 89’, 90’ | Marcatori |  |

| Arbitro: | Helwig |

|                                                          |           |  |
| Steil 5’ Meyer 7’ Schulz 13’ (aut.) Sachs 44’ Heider 67’ | Marcatori |  |

| Arbitro: | Robke |

|  |           |            |
|  | Marcatori | 69’ Heider |

| Arbitro: | Steinhaus-Webb |

|            |           |  |
| Chahed 38’ | Marcatori |  |

| Arbitro: | Ehlers |

|  |           |                                  |
|  | Marcatori | 57’ Lindner 61’ Heider 73’ Wulff |

| Arbitro: | Schmitz |

|  |           |                       |
|  | Marcatori | 73’ Dobrý 77’ Förster |

| Arbitro: | Stein |

|  |           |           |
|  | Marcatori | 59’ Wulff |

| Arbitro: | Dittrich |

|                                                                  |           |  |
| Fischer 10’ Sykora 13’, 66’ Lindner 45’, 61’, 88’ Wulff 63’, 82’ | Marcatori |  |

| Arbitro: | Rohde |

|                              |           |                                                  |
| Meier 83’ (rig.), 90’ (rig.) | Marcatori | 23’ (rig.) Sykora 35’, 69’, 83’ Heider 88’ Steil |

| Arbitro: | Jablonski |

|                                   |           |             |
| Heider 15’ Lindner 75’ Müller 85’ | Marcatori | 90’ Büchler |

| Arbitro: | Kleinschmidt |

|                       |           |                           |
| Lindner 3’ Heider 45’ | Marcatori | 65’ Siedschlag 68’ Zekiri |

| Arbitro: | Schößling |

|                                         |           |  |
| Friebertshäuser 56’ T.Becker 74’ (rig.) | Marcatori |  |

## Statistiche

### Statistiche di squadra
| Competizione      | Punti | In casa | In casa | In casa | In casa | In casa | In casa | In trasferta | In trasferta | In trasferta | In trasferta | In trasferta | In trasferta | Totale | Totale | Totale | Totale | Totale | Totale | DR  |
| Competizione      | Punti | G       | V       | N       | P       | Gf      | Gs      | G            | V            | N            | P            | Gf           | Gs           | G      | V      | N      | P      | Gf     | Gs     | DR  |
| ----------------- | ----- | ------- | ------- | ------- | ------- | ------- | ------- | ------------ | ------------ | ------------ | ------------ | ------------ | ------------ | ------ | ------ | ------ | ------ | ------ | ------ | --- |
| Regionalliga nord | 55    | 17      | 7       | 5       | 5       | 38      | 18      | 17           | 8            | 5            | 4            | 27           | 18           | 34     | 15     | 10     | 9      | 65     | 36     | +29 |
| Totale            | 55    | 17      | 7       | 5       | 5       | 38      | 18      | 17           | 8            | 5            | 4            | 27           | 18           | 34     | 15     | 10     | 9      | 65     | 36     | +29 |

### Andamento in campionato
| Giornata  | 1 | 2 | 3 | 4 | 5 | 6 | 7 | 8 | 9  | 10 | 11 | 12 | 13 | 14 | 15 | 16 | 17 | 18 | 19 | 20 | 21 | 22 | 23 | 24 | 25 | 26 | 27 | 28 | 29 | 30 | 31 | 32 | 33 | 34 |
| --------- | - | - | - | - | - | - | - | - | -- | -- | -- | -- | -- | -- | -- | -- | -- | -- | -- | -- | -- | -- | -- | -- | -- | -- | -- | -- | -- | -- | -- | -- | -- | -- |
| Luogo     | T | C | T | C | T | C | T | C | T  | C  | T  | C  | T  | C  | T  | T  | C  | C  | T  | C  | T  | C  | T  | C  | T  | C  | T  | C  | T  | C  | T  | C  | C  | T  |
| Risultato | V | V | V | P | N | P | N | P | P  | N  | V  | V  | N  | V  | N  | P  | P  | N  | N  | N  | V  | N  | P  | V  | V  | V  | V  | P  | V  | V  | V  | V  | N  | P  |
| Posizione | 3 | 2 | 2 | 4 | 5 | 8 | 7 | 9 | 11 | 13 | 11 | 7  | 8  | 6  | 6  | 8  | 10 | 9  | 9  | 9  | 9  | 9  | 9  | 9  | 9  | 7  | 7  | 7  | 7  | 6  | 6  | 6  | 6  | 6  |

Legenda:

Luogo: C = Casa; T = Trasferta. Risultato: V = Vittoria; N = Pareggio; P = Sconfitta.

### Statistiche dei giocatori
| S. Bruhn          | 0  | 0  | 0 | 0 |
| P. Camps          | 6  | 0  | 1 | 0 |
| S. Chahed         | 22 | 1  | 3 | 0 |
| K. Fischer        | 34 | 4  | 4 | 0 |
| M. Frech          | 33 | 0  | 2 | 0 |
| R. Gertz          | 0  | 0  | 0 | 0 |
| K. Gonda          | 2  | 0  | 0 | 0 |
| F. Gutzeit        | 9  | 0  | 0 | 0 |
| S. Hansen         | 1  | 0  | 0 | 0 |
| M. Heider         | 30 | 18 | 6 | 1 |
| L. Henke          | 8  | 0  | 0 | 0 |
| S. Henzler        | 1  | 0  | 0 | 0 |
| Y. Jakubowski     | 14 | 0  | 1 | 0 |
| C. Jürgensen      | 29 | 0  | 2 | 0 |
| K. Kwame          | 5  | 0  | 0 | 0 |
| J. Lindner        | 27 | 7  | 0 | 0 |
| M. Makomé-Mabouba | 0  | 0  | 0 | 0 |
| F. Meyer          | 17 | 2  | 1 | 0 |
| S. Müller         | 34 | 2  | 5 | 0 |
| P. Nagel          | 0  | 0  | 0 | 0 |
| H. Petersen       | 10 | 0  | 0 | 0 |
| D. Poggenberg     | 25 | 0  | 7 | 0 |
| T. Rehfeldt       | 1  | 0  | 0 | 0 |
| T. Rohwer         | 1  | 0  | 0 | 0 |
| J. Sachs          | 24 | 4  | 2 | 0 |
| K. Schulz         | 20 | 4  | 2 | 1 |
| B. Schüßler       | 14 | 0  | 1 | 0 |
| F. Sembolo        | 8  | 1  | 0 | 0 |
| M. Steil          | 27 | 3  | 8 | 0 |
| F. Sykora         | 29 | 12 | 8 | 1 |
| T. Wulff          | 8  | 4  | 2 | 0 |
| F. Yazgan         | 14 | 0  | 4 | 0 |
| F. Ziehmer        | 18 | 2  | 1 | 0 |